# Sharney Brook
Der Sharney Brook ist ein Zufluss der Themse. Er mündet oberhalb des Rushey Lock in die Themse. Der Sharney Brook ist mit dem Nebenarm der Themse, dem Burroway Brook verbunden, der parallel zu ihm südlich von der Themse abzweigt, dann ebenso in östlicher Richtung verläuft und schließlich in den Sharney Brook mündet.
Koordinaten: 51° 42′ 1″ N, 1° 33′ 6″ W